# Diecezja siedlecka
Diecezja siedlecka (łac. dioecesis siedlecensis) (wcześniej diecezja janowska (1818–1867/1889)) – jedna z 3 diecezji obrządku łacińskiego w metropolii lubelskiej w Polsce. 

## Historia
30 czerwca 1818 roku na mocy bulli papieża Piusza VII Ex imposita Nobis została erygowana diecezja janowska, z wydzielonego terytorium diecezji lubelskiej, w granicach województwa podlaskiego. Siedzibą biskupa był Janów Podlaski. W 1819 roku pierwszym biskupem diecezji został bp Feliks Łukasz Lewiński, który w 1821 roku zamieszkał w zakupionym majątku Zakrze, koło Łosic. Podzielił diecezją na 11 dekanatów: bialski, garwoliński, janowski, łaskarzewski, łukowski, międzyrzecki, parczewski, siedlecki, stężycki i węgrowski. Utworzył oficjalaty w Międzyrzeczu i Węgrowie. Było wówczas dwa seminaria duchowne w Janowie i Węgrowie.
W 1826 roku biskupem janowskim został Jan Marceli Gutkowski, który prowadził walkę z rządem rosyjskim w obronie wiary i praw kościoła. Konflikt ten spowodował, że kwietniu 1840 roku został aresztowany i wywieziony Ozieran w guberni mohylewskiej. W 1942 roku zrzekł się biskupstwa. W latach 1840–1856 diecezja nie posiadała biskupa.
W 1856 roku biskupem janowskim został o. Piotr Paweł Szymański. W 1864 rząd carski przeprowadził kasatę 16 klasztorów męskich i 6 domów sióstr Felicjanek. Wobec biskupa stosowano represje polityczne, a 22 maja 1867 roku ukazem cara Aleksandra II diecezja podlaska została skasowana, a jej terytorium włączono do diecezji lubelskiej. Od 1880 roku biskupi lubelscy byli także administratorami diecezji janowskiej, a w 1889 roku papież Leon XIII złączył kanonicznie terytorium diecezji janowskiej z lubelską.
24 września 1918 roku papież Benedykt XV przywrócił diecezję podlaską. W 1919 roku w Janowie otwarto Seminarium Duchowne. W 1923 roku w diecezji było 181 parafii i 18 dekanatów. 25 stycznia 1924 roku na mocy bulli papieża Piusa XI przeniósł stolicę biskupią do Siedlec. W 1925 roku zmieniono nazwę diecezji na Siedlecka czyli Podlaska.
25 marca 1992 roku na mocy bulli papieża Jana Pawła II, Totus Tuus Poloniae Populus, zmieniono nazwę diecezji na Siedlecka i włączono ją w skład nowej metropolii lubelskiej oraz wyłączono 48 parafii dla diecezji drohiczyńskiej. 10 czerwca 1999 roku Siedlce odwiedził papież Jan Paweł II.

## Biskupi

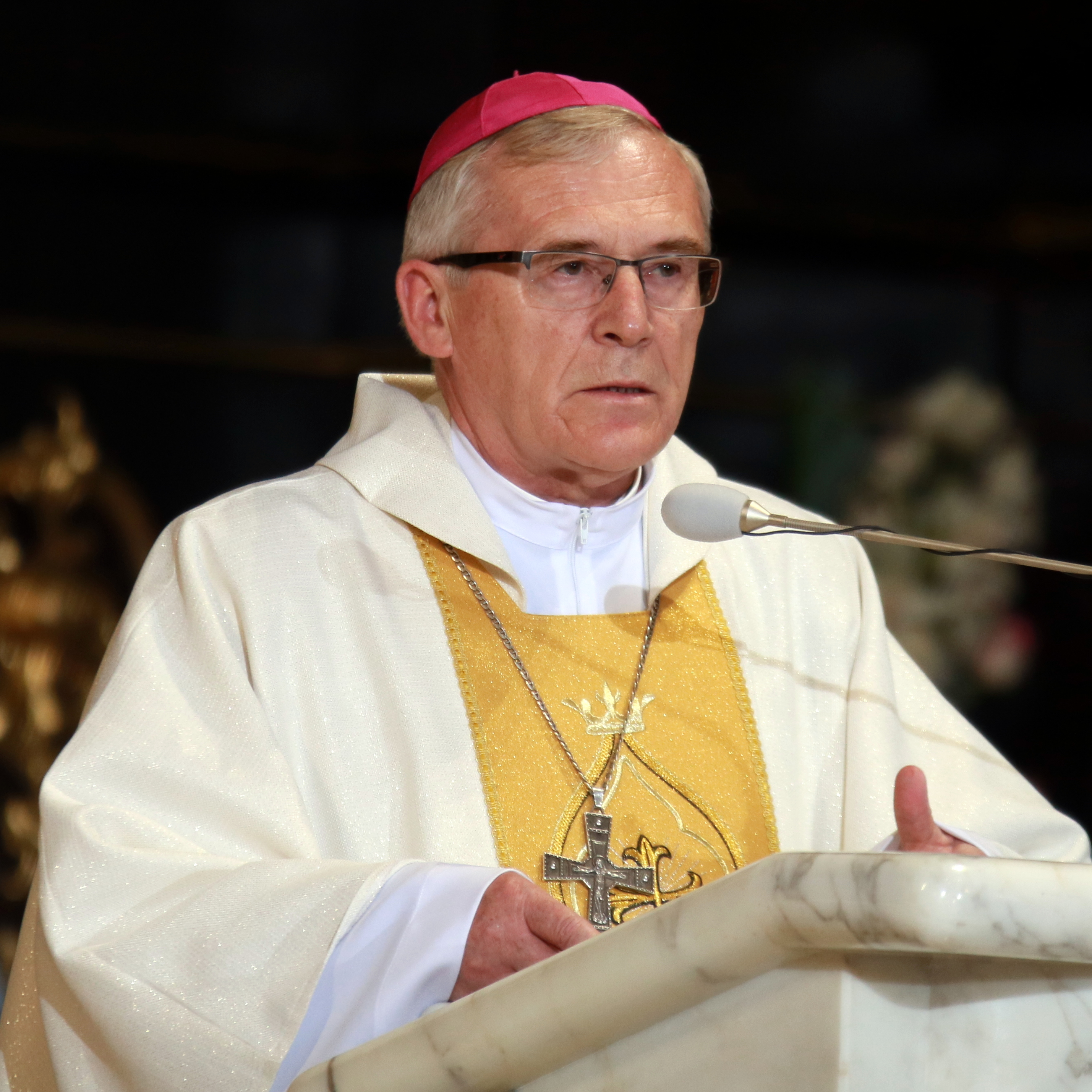
Kazimierz Gurda – biskup diecezjalny

### Biskup diecezjalny
- bp Kazimierz Gurda – od 2014

### Biskup pomocniczy
- bp Grzegorz Suchodolski – (wikariusz generalny) od 2020

## Instytucje
- Kuria Diecezjalna Siedlecka (siedziba w dawnym budynku TKZ)
- Wyższe Seminarium Duchowne Diecezji Siedleckiej im. Jana Pawła II w Nowym Opolu
- Caritas Diecezji Siedleckiej
- Katolickie Radio Podlasie
- Muzeum Diecezjalne w Siedlcach
- Instytut Teologiczny w Siedlcach

## Kapituły
- kapituła katedralna przy katedrze Niepokalanego Poczęcia NMP w Siedlcach;
- kapituła kolegiacka janowska przy bazylice kolegiackiej Świętej Trójcy w Janowie Podlaskim;
- kapituła kolegiacka łukowska przy kolegiacie Przemienienia Pańskiego w Łukowie;
- kapituła kolegiacka parczewska przy bazylice parczewskiej;
- kapituła kolegiacka garwolińska przy kolegiacie Przemienienia Pańskiego w Garwolinie.

## Główna świątynia
- Katedra Niepokalanego Poczęcia Najświętszej Maryi Panny w Siedlcach (rocznica poświęcenia: 22 września)

## Bazyliki mniejsze
- bazylika św. Anny w Kodniu (od 1973);
- bazylika św. Piotra i św. Pawła w Leśnej Podlaskiej (od 1984);
- bazylika kolegiacka Matki Bożej Królowej Rodzin w Parczewie (od 1989);
- bazylika kolegiacka Świętej Trójcy w Janowie Podlaskim (od 2018).

## Podział administracyjny
Diecezja siedlecka podzielona jest na:
- 249 parafii[3]
- 25 dekanatów

Diecezję zamieszkuje łącznie 694 400 mieszkańców, w tym 687 000 wiernych. Najliczniejszymi dekanatami są dekanat Siedlce (78 598 wiernych), dekanat Radzyń Podlaski (47 206 wier.) oraz dekanat Garwolin (46 055 wier.). Natomiast najmniej liczne są dekanaty: Hańsk (12 980 wier.), Komarówka Podlaska (11 883 wier.) i Grębków (11 180 wier.)

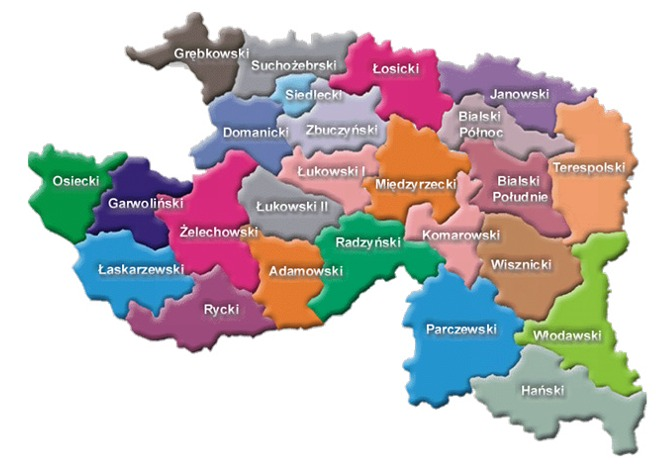
Mapa dekanatów diecezji siedleckiej

## Kolegiaty
- bazylika kolegiacka Świętej Trójcy w Janowie Podlaskim (od 1918);
- kolegiata Przemienienia Pańskiego w Łukowie (od 1997);
- bazylika kolegiacka pw. Matki Bożej Królowej Rodzin w Parczewie (od 2008);
- kolegiata Przemienienia Pańskiego w Garwolinie (od 2011).

## Patroni
- Pierwszorzędni:
  - Święci apostołowie Szymon i Juda Tadeusz (28 X)
- Drugorzędni:
  - św. Jozafat Kuncewicz – biskup i męczennik (12 XI)
  - bł. Męczennicy z Pratulina[4] (23 I)

## Sanktuaria[5]
- Sanktuarium Miłosierdzia Bożego - Kościół Chrystusa Miłosiernego w Białej Podlaskiej
- Sanktuarium Matki Bożej Bolesnej w Mariańskim Porzeczu
- Sanktuarium Matki Bożej Fatimskiej w Górkach
- Sanktuarium Matki Bożej Kodeńskiej w Bazylice św. Anny w Kodniu
- Sanktuarium Matki Bożej Leśniańskiej w Bazylice św. Piotra i św. Pawła w Leśnej Podlaskiej
- Sanktuarium Matki Bożej Budzieszyńskiej - Kościół św. Jadwigi w Mokobodach
- Sanktuarium Matki Bożej Pocieszenia - Kościół św. Jana Jałmużnika w Orchówku
- Sanktuarium Matki Bożej w Parczewie
- Sanktuarium Błogosławionych Męczenników Podlaskich - Kościół Świętych Apostołów Piotra i Pawła w Pratulinie
- Sanktuarium Matki Bożej Nieustającej Pomocy w Radzyniu Podlaskim
- Sanktuarium Świętego Józefa w Siedlcach
- Sanktuarium Krzyża Świętego - Kościół Nawrócenia św. Pawła Apostoła w Skórcu
- Sanktuarium św. Józefa Oblubieńca N.M.P. w Starych Szpakach
- Sanktuarium Matki Bożej Patronki Żołnierzy Września - Kościół Nawiedzenia Najświętszej Maryi Panny w Woli Gułowskiej